# 邏輯語義學
我们在论证中可能遇到的各种句子/判决的有效性条件依赖于它们的意义，所以负责任的逻辑学家不能完全避免提供某种处理这些句子的意义的需求。逻辑的语义指称逻辑学家已经介入来理解和确定他们感兴趣的意义部分的方式；逻辑学家在传统上只对是命题的句子感兴趣，它是适合逻辑操纵的理想的句子。
直到现代逻辑出现之前，亚里士多德的工具论特别是解释篇，提供了理解逻辑意义的基础。量化的介入需要解决多重普遍性问题，表现出了亚里士多德的逻辑所支配的主词-谓词分析不能处理的那些种类，尽管对词项逻辑的兴趣正在复兴，尝试找到符合亚里士多德三段论精神并且使用基于量词的现代逻辑一般性的演算。

## 分支
形式语言的主要现代方式如下:
- 模型论语义是 Alfred Tarski 的真理的语义理论的原型，基于了他的 T-模式，并且是模型论的基本概念之一。这是最普遍的方式，它基于的想法是，命题各个部分的意义由从它们到预先设定的数学域的递归规定的释义函数群组给出: 一阶谓词逻辑的释义由从项到个体的全集的映射，和从命题到真值"真"和"假"的映射给出。模型论语义是叫做真理条件语义的方式的基础，它是 Donald Davidson 所创始的。Kripke语义介入了革新，但受到了 Tarski 主义的铸造。

- 证明论语义把命题的意义关联到它们在推论中可以扮演的角色。Gerhard Gentzen、Dag Prawitz 和 Michael Dummett 一般被看作这种方式的缔造者；它受到维特根斯坦的后期哲学的严重影响，特别是他的格言"意义是使用"。

- 真值语义 (也称为“代换量化”)是 Ruth Barcan Marcus 在1960年代早期为模态逻辑提倡的，后来 Dunn、Belnap 和 Leblanc 把它拥戴到标准一阶逻辑。James Garson 已经给出这个领域的某些结果，足够让内涵逻辑装备这种语义。量化公式的真理条件纯粹以不诉诸任何域的真理的方式给出(因此叫做“真值语义”)。

- 博弈论语义近来已经复苏，主要由于 Jaakko Hintikka 的(有限)偏序量化的逻辑，这最初是 Leon Henkin 在他的“Henkin 量词”中研究的。

- 或然性语义 创立自 H. Field，并被证明等价于和自然一般化了真值语义。像真值语义一样，它也是在自然中没有参照的。